# بازاریابی دهان‌به‌دهان
بازاریابی دهان‌به‌دهان یا تبلیغ دهان‌به‌دهان (به انگلیسی: Word-of-mouth marketing یا word of mouth advertising) نوعی ترویج رایگان — چه شفاهی چه مکتوب — است که در آن مشتریانی که از کسب‌وکار، محصول، خدمات، یا رویدادی راضی بوده‌اند، از رضایتمندی‌شان به دیگران می‌گویند. تبلیغ دهان‌به‌دهان یکی از موثق‌ترین شیوه‌های تبلیغ است؛ زیرا افرادی که از تبلیغ آن شیء نفعِ شخصی نمی‌برند، با هر بار توصیهٔ کالا یا خدماتی، از اعتبار خودشان مایه می‌گذارند.